# Hala Madrid y nada más
«¡Hala Madrid! ...y nada más» es una canción compuesta por RedOne y escrita por Manuel Jabois para conmemorar la décima victoria del Real Madrid de la Liga de Campeones de la UEFA en 2014. Desde entonces, se ha convertido en un himno popular del club y es reproducida habitualmente en el Estadio Santiago Bernabéu.
Fue grabada por la plantilla del Real Madrid de la final de la Copa de Europa de 2014. Alcanzó el número uno en el chart español tras la victoria.

## Antecedentes
La canción fue un encargo del presidente del Real Madrid Florentino Pérez. Según el compositor Nadir Khayat (RedOne), él es madridista y siempre había querido escribir algo para el club. Él tuvo la idea de la melodía de la canción mientras viajaba en un avión entre Madrid y Marruecos, cuatro años antes de que se grabara. Quería que la canción fuera «más clásica y sinfónica», con una melodía memorable que los aficionados pueden corearla. Él programó y grabó la parte sinfónica en Suecia antes de trabajar en la producción. La letra fue escrita por el periodista Manuel Jabois. Jabois originalmente escribió una versión más larga pero la cortó para adaptar la melodía.
La canción se titula «¡Hala Madrid! ...y nada más»; el «Hala Madrid» en el título es un grito de guerra asociado tradicionalmente con el club y, a menudo, cantado por aficionados y jugadores del club por igual. Se ha sugerido que «Hala» es una palabra de origen árabe que significa «Vamos» o «Vamos» y se utiliza para animar al equipo. «¡Hala Madrid!» es también el título del himno oficial del Real Marid (comúnmente conocido como «Las mocitas madrileñas» después de un verso de la letra) encargado por el entonces presidente Santiago Bernabéu para conmemorar el jubileo dorado del club en 1952. La canción fue escrita por Marino García González (música) y Antonio Villena Sánchez (letra) y grabada por Indalecio Cisneros Galiana con la voz de José de Aguilar. «Hala Madrid» también se utiliza en el himno del centenario, compuesto en 2002 por José María Cano e interpretado por Plácido Domingo. Para la parte del título «y nada más», Jabois explicó que «resume un poco lo que es Madrid, o te encanta o...». 
El nuevo himno «Hala Madrid y nada más» fue grabado en abril de 2014 por la plantilla del Real Madrid incluidos Cristiano Ronaldo, Sergio Ramos, Karim Benzema, Gareth Bale, Keylor Navas, Luka Modrić y Marcelo Vieira, así como su entrenador Carlo Ancelotti. Después de que se grabó, la canción se tocó al equipo antes de los partidos contra el FC Barcelona en la final de la Copa del Rey 2014 y contra el Bayern de Múnich y el Atlético de Madrid en los partidos de la Liga de Campeones para motivar a los jugadores. La canción fue lanzada a la venta al público al día siguiente de ganar la 10.ª Liga de Campeones, y se reprodujo durante la celebración en el Estadio Santiago Bernabéu. La canción ahora es reproducida y cantada regularmente por los fanáticos en el estadio antes de los partidos. La reproducción del coro de la canción generalmente se silencia para permitir que la voz de los fanáticos domine al cantar. También se utiliza un fragmento de la canción cada vez que un jugador del Real Madrid marca un gol en el Bernabéu. 
Una versión fue grabada por Plácido Domingo y el equipo en 2016 y lanzada para conmemorar al Real la 11.ª victoria del Madrid en la Liga de Campeones.

## Desempeño comercial
La canción alcanzó el número uno en la lista de iTunes en España y 17 países de todo el mundo, incluidos Costa Rica, República Checa, Ecuador, El Salvador, Guatemala, Honduras, Hungría, Israel, México,Panamá, Perú, Eslovaquia y Suecia después de que el Real Madrid ganara la Liga de Campeones en 2014.

## Listas
| Lista (2014)               | Cima posición |
| -------------------------- | ------------- |
| Francia (SNEP)             | 143           |
| Hungría (Single Top 40)    | 13            |
| España (Top 100 Canciones) | 1             |

| Lista (2014)       | Posición |
| ------------------ | -------- |
| Spain (PROMUSICAE) | 25       |